# Industrieverband Fahrzeugbau
Industrieverband Fahrzeugbau, IFA, var ett statligt konglomerat, kombinat, av fordonstillverkare i DDR.
IFA existerade i den sovjetiska ockupationszonen och sedan från 1949 i DDR, eventuellt med det fulla namnet Industrieverband/ Industrie-Vereinigung Volkseigener Fahrzeugwerke.
IFA var ett konglomerat där alla DDR:s statliga fordonstillverkare ingick. IFA hade en bred tillverkning av last- och personbilar, traktorer, bussar, mopeder, motorcyklar och motorer.
IFA tillverkade kända DDR-bilar som Trabant och Wartburg samt mindre kända som Barkas och Multicar. Lastbilarna tillverkades däremot under det egna namnet IFA.

## IFA:s kombinat

### VEB IFA-Kombinat Nutzfahrzeuge Ludwigsfelde
Huvudfabriken låg i Ludwigsfelde.
- VEB Automobilwerke Ludwigsfelde - lastbilstillverkning
- VEB ROBUR-Werke Zittau - tillverkning av lastbilar och bussar samt specialfordon (bl.a. brandbilar)
- VEB Fahrzeugwerk Waltershausen

### VEB IFA-Kombinat PKW Karl-Marx-Stadt
Huvudfabriken låg i Frankenberg.
- VEB Sachsenring Automobilwerke Zwickau - tillverkning av Trabant
- VEB Automobilwerk Eisenach - tillverkning av Wartburg
- VEB Barkas-Werke Karl-Marx-Stadt med fabrik i Frankenberg
- VEB Wissenschaftlich-Technisches Zentrum Automobilbau.

### VEB IFA-Kombinat für Zweiradfahrzeuge
Huvudfabriken låg i Suhl.
- VEB Simson Suhl
- VEB Motorradwerk Zschopau
- VEB MIFA Fahrradwerke Sangerhausen
- VEB Elite-Diamant Fahrradwerke Karl-Marx-Stadt

### VEB IFA-Kombinat Fortschritt Landmaschinen
- VEB IFA Traktorenwerk Schönebeck (Elbe) - traktortillverkning
- VEB IFA Schlepperwerk Nordhausen
- VEB IFA Motorenwerk Nordhausen
- VEB Fortschritt Landmaschinen - tillverkning av skördetröskor
- VEB Werk Singwitz

## Bildgalleri

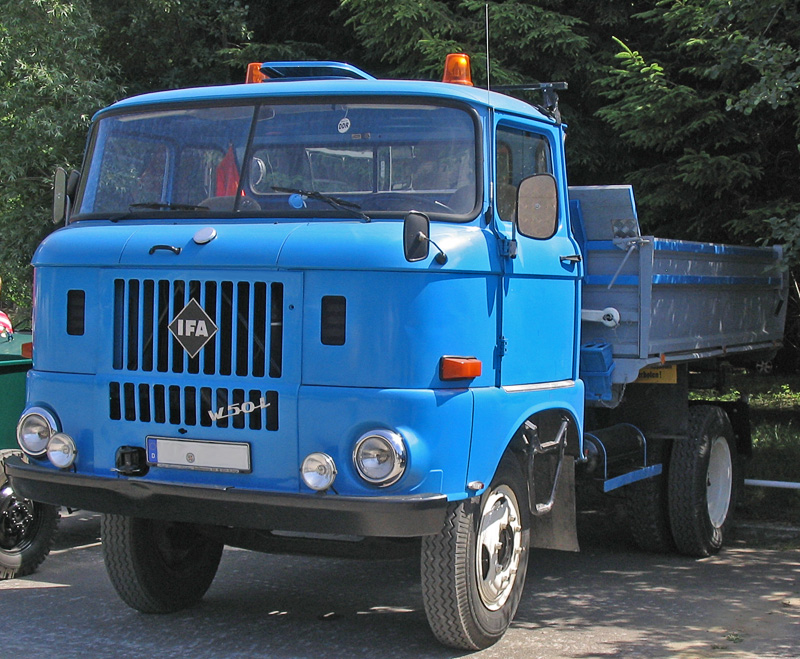
IFA W50. Lastbilsmodellerna bar namnet IFA.
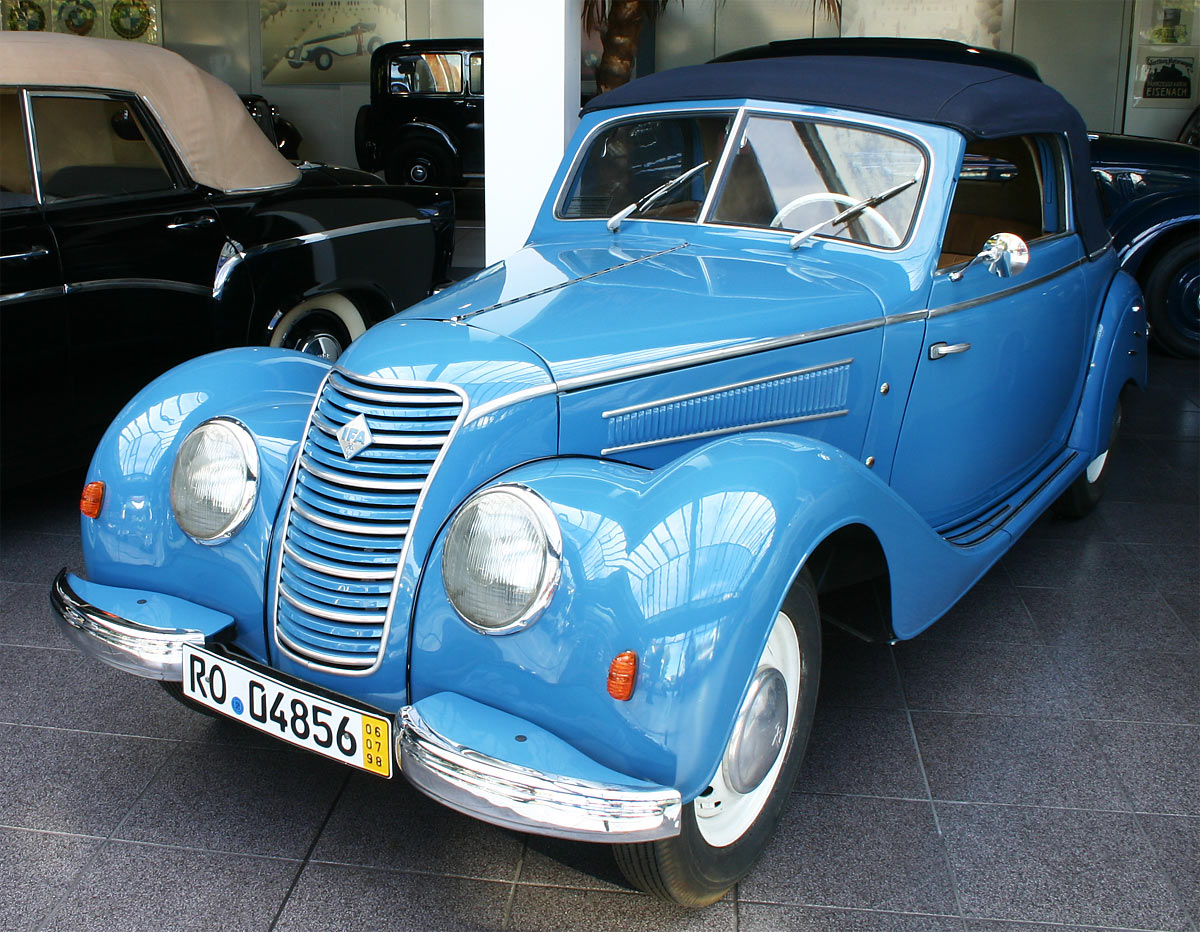
IFA F8 cabriolet
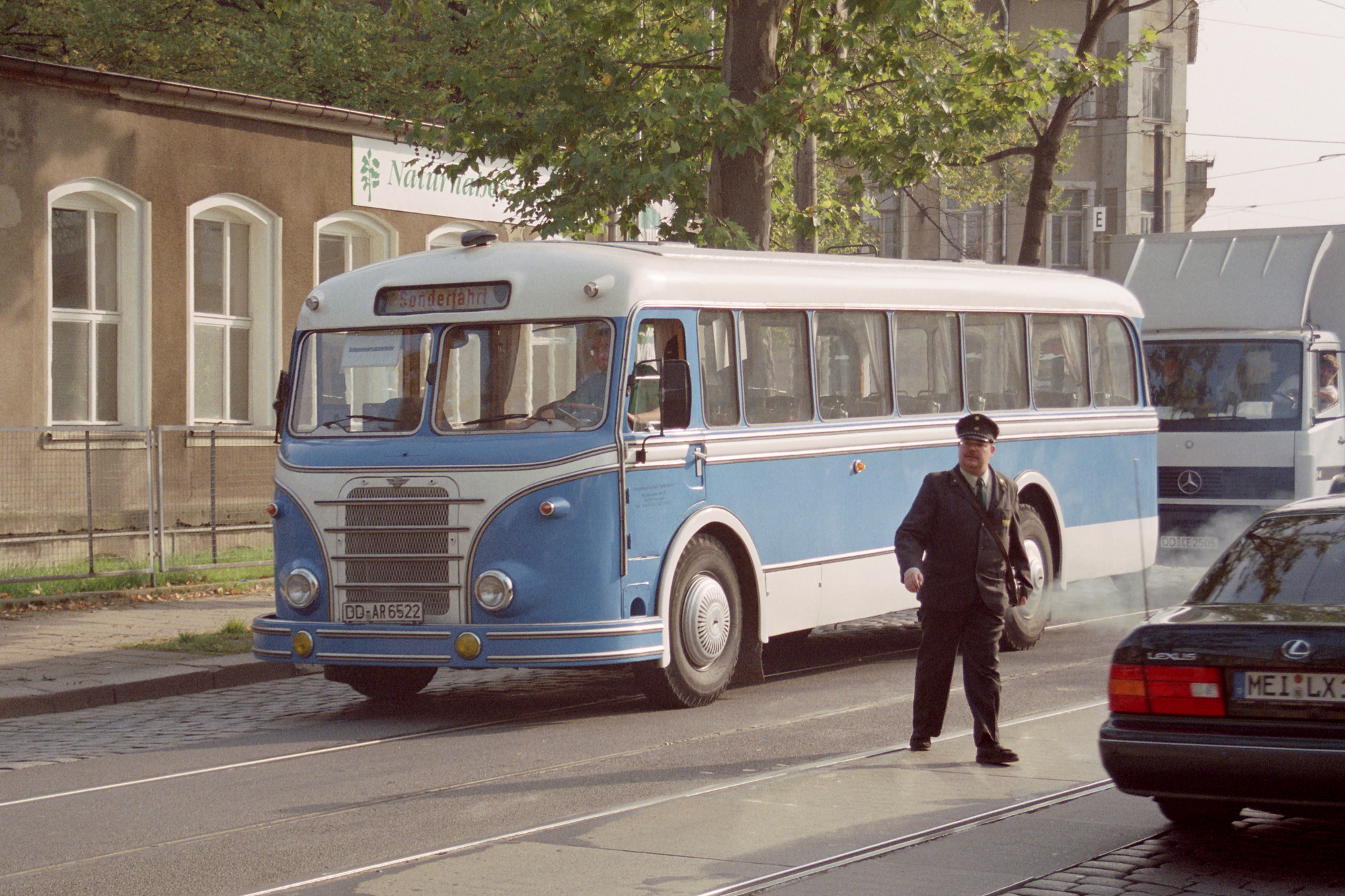
IFA H6
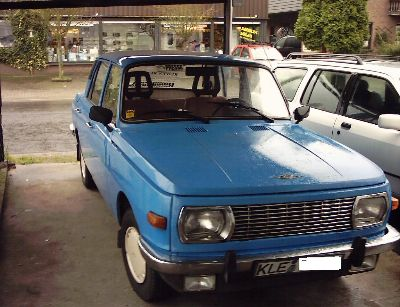
Wartburg 353
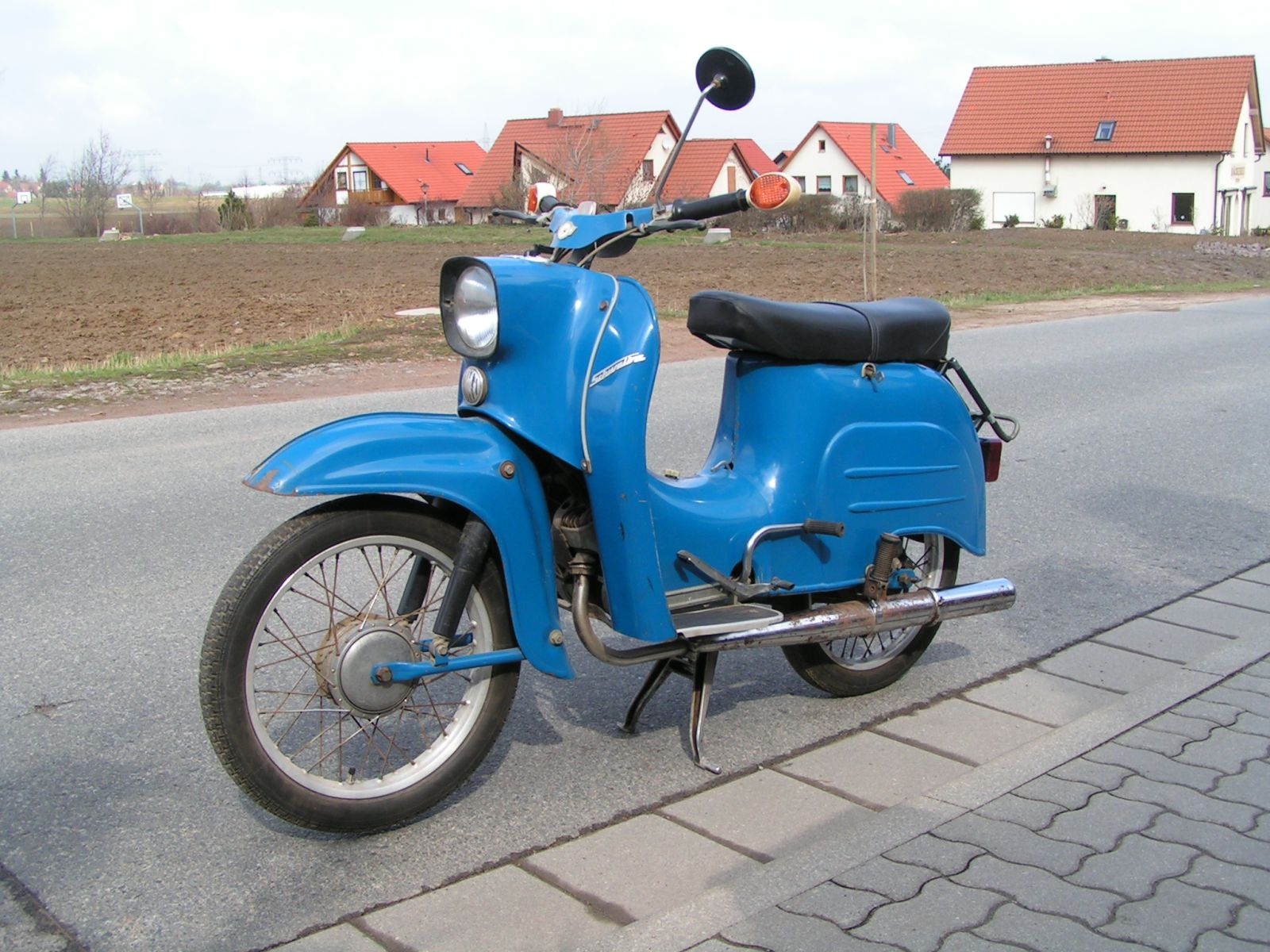
Simson Schwalbe
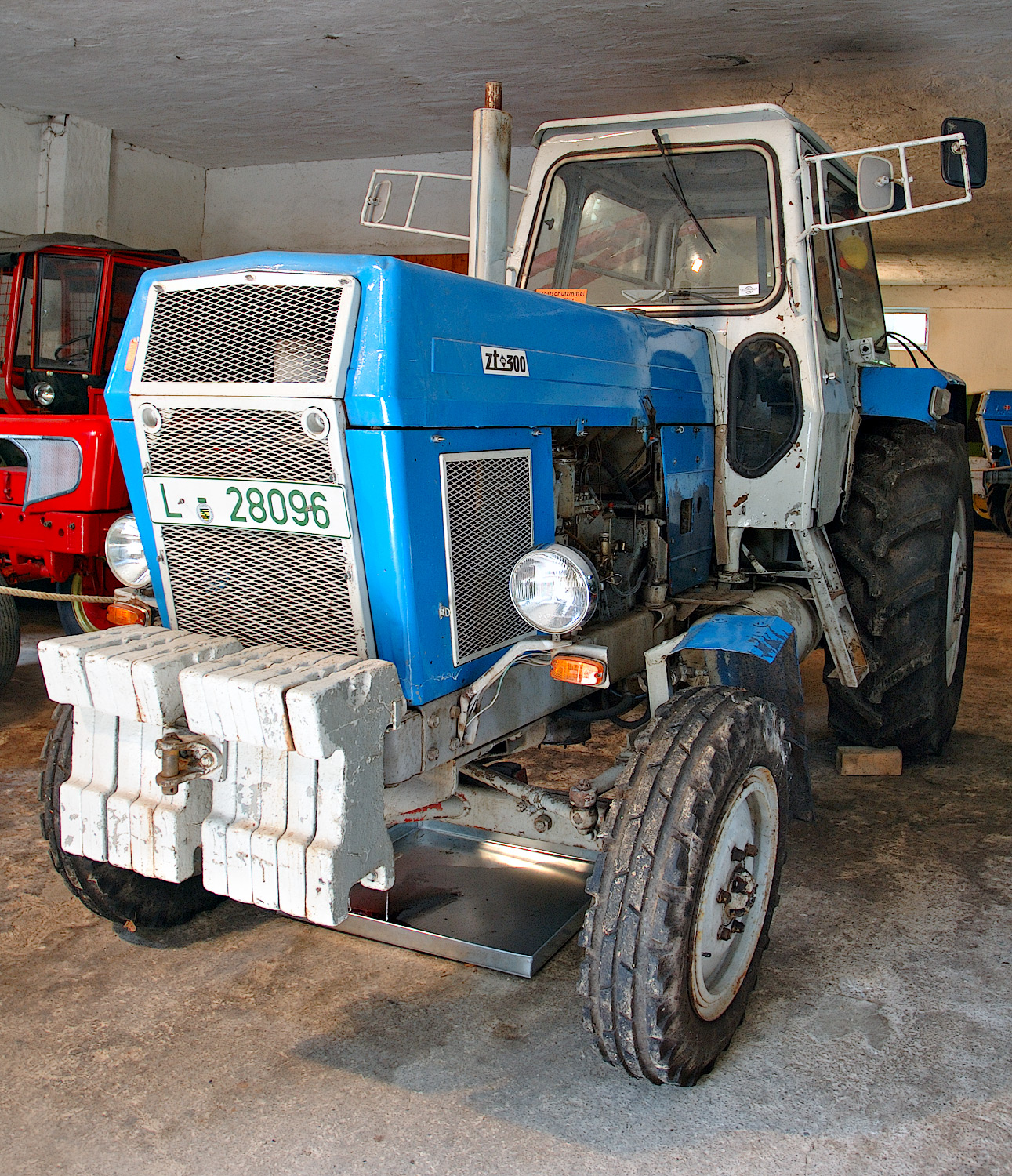
Fortschritt ZT 300